# Genocidio
El genocidio es el exterminio intencional, sistemático y deliberado de un pueblo, grupo étnico, racial o nacional, total o parcialmente, por una o varias razones ideológicas (no justificables en ningún caso). Calificado como el mayor crimen contra la humanidad, el genocidio está ampliamente considerado como el epítome de la maldad humana. Se ha hecho referencia al genocidio como el «crimen de los crímenes».
En 1948, la Convención sobre el genocidio de Naciones Unidas definió el genocidio como cualquiera de los cinco actos «perpetrados con la intención de destruir, total o parcialmente, a un grupo nacional, étnico, racial o religioso». Estos son: matar a miembros del grupo, causarles graves daños físicos o mentales, imponer condiciones de vida destinadas a destruir al grupo, impedir los nacimientos y trasladar por la fuerza a los niños fuera del grupo. Las víctimas son elegidas por su pertenencia real o percibida a un grupo, no al azar.
El Grupo de Trabajo sobre Inestabilidad Política estimó que entre 1956 y 2016 se produjeron 43 genocidios, que causaron unos 50 millones de muertos. El ACNUR calculó que otros 50 millones habían sido desplazados por estos episodios de violencia hasta 2008.

## Etimología

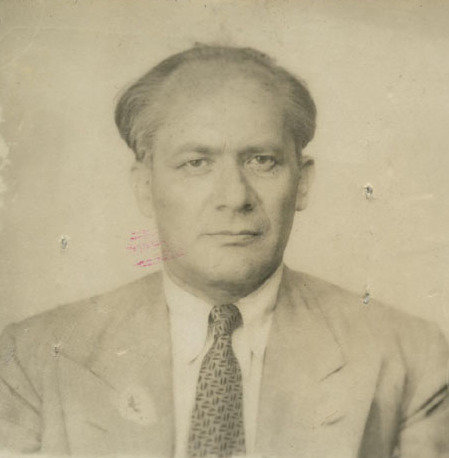
Raphael Lemkin acuñó el término genocidio en 1944. Su análisis de las atrocidades que los nazis infligieron a los polacos fue adoptado por la Convención sobre el genocidio de la ONU como criterio para determinar la «intención genocida»

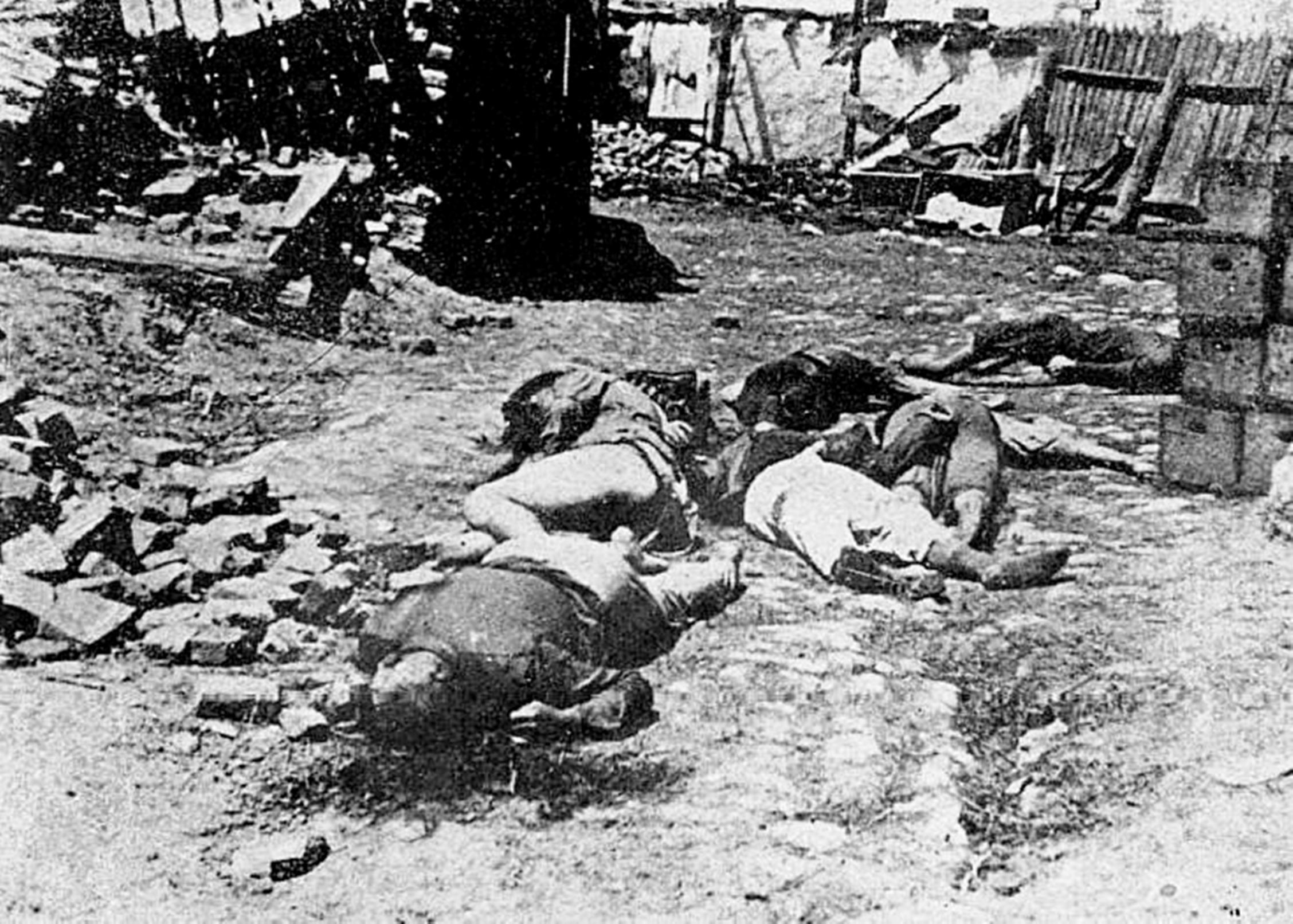
Restos de la masacre de Odesa (1941), en la que deportados judíos fueron asesinados en las afueras de Brizula (actual Podilsk) durante el Holocausto

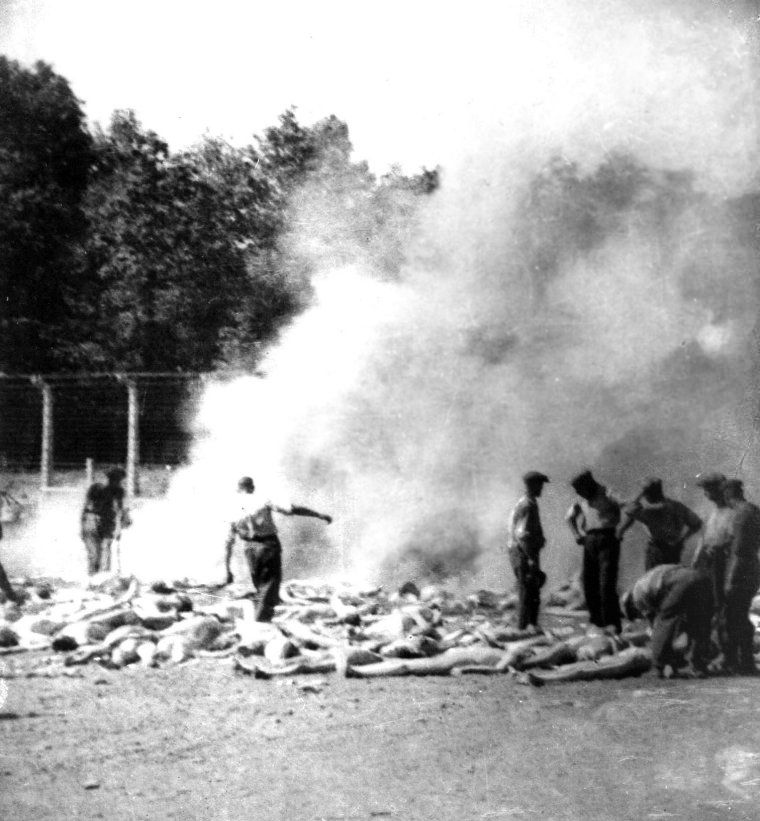
Miembros del Sonderkommando incineran cadáveres de judíos en fosas en Auschwitz II-Birkenau, un campo de exterminio

El abogado polaco Raphael Lemkin acuñó el término genocidio en su libro titulado El dominio del Eje en la Europa ocupada (1944). Obtuvo el término combinando la palabra griega γένος (genos 'raza, pueblo') con el sufijo latino -caedo ('acto de matar'). En esta obra, Lemkin documentó las políticas de ocupación nazis en Europa, en concreto un estudio sobre la ocupación de Polonia. Argumentó que las atrocidades nazis contra los polacos se caracterizaban por cinco políticas que demostraban una «intención de destruir» la nación polaca. Estas incluían:
1. asesinatos en masa de polacos;
2. infligir daños corporales o mentales graves a los miembros del grupo;
3. deterioro deliberado de las condiciones de vida con el fin de provocar la destrucción del grupo;
4. medidas destinadas a impedir los nacimientos dentro del grupo, como la promoción del aborto y la imposición de cargas a las mujeres embarazadas;
5. el traslado forzoso de niños polacos a familias alemanas.

Lemkin sostenía que estas acciones revelaban un plan nazi para erradicar la identidad polaca. Estos cinco criterios fueron adoptados posteriormente por la Convención de 1948 como prueba de la intención genocida.
Antes de que Lemkin acuñara el término, varios idiomas tenían los propios. Por ejemplo, el alemán tenía Völkermord ('asesinato de un pueblo'), el polaco ludobójstwo ('asesinato de un pueblo o nación') y el sueco folkmord ('asesinato de un pueblo'). Tras leer sobre el asesinato en 1921 de Talat Bajá, principal responsable del genocidio armenio, a manos del armenio Soghomon Tehlirian, Lemkin le preguntó a su profesor por qué no existía una ley en virtud de la cual Talat pudiera ser acusado, afirmando después que «como abogado, pensaba que un crimen no debía ser castigado por las víctimas, sino por un tribunal».
En 1941, Winston Churchill se refirió como un «crimen sin nombre» a la masacre sistemática de miles de rusos a manos de las tropas nazis durante la invasión alemana de la Unión Soviética.: 14  El libro de Lemkin también describe la aplicación de las políticas nazis en la Europa ocupada e incluye referencias a anteriores asesinatos en masa.
Lemkin define el genocidio de la siguiente manera:

Las nuevas concepciones requieren nuevos términos. Por «genocidio» entendemos la destrucción de una nación o un grupo étnico. Esta nueva palabra, acuñada por el autor para denotar una antigua costumbre en su expresión moderna, surge de la antigua palabra griega genos ('raza, tribu') y de la latina cide ('matar'), y así se corresponde, en su formación, a palabras tales como tiranicidio, homicidio, infanticidio, etc. Hablando en términos generales, el genocidio no significa en rigor la destrucción inmediata de una nación, excepto cuando se la lleva a cabo a través del asesinato masivo de todos los miembros de un país. Debiera más bien comprenderse como un plan coordinado de diferentes acciones cuyo objetivo es la destrucción de las bases esenciales de la vida de grupos de ciudadanos, con el propósito de aniquilar a los grupos mismos. Los objetivos de un plan semejante serían la desintegración de las instituciones políticas y sociales, de la cultura, del lenguaje, de los sentimientos de patriotismo, de la religión y de la existencia económica de grupos nacionales y la destrucción de la seguridad, libertad, salud y dignidad personales e incluso de las vidas de los individuos que pertenecen a dichos grupos. El genocidio se dirige contra el grupo nacional como una entidad, y las acciones involucradas se dirigen contra los individuos, no en su capacidad de individuos, sino como miembros del grupo nacional.
(Lemkin Dominio, cap. ix, p. 153)

El preámbulo de la Convención sobre el genocidio de 1948 reconoce que se han producido genocidios a lo largo de la historia. Sin embargo, no fue hasta que Lemkin acuñó el término y tras el procesamiento de los autores del Holocausto en los juicios de Núremberg cuando las Naciones Unidas definieron formalmente el genocidio en el derecho internacional mediante dicha Convención. El término fue ganando aceptación en la comunidad internacional de forma gradual. En el Tribunal de Núremberg quedó patente la insuficiencia de términos como «germanización», «crímenes contra la humanidad» y «asesinato en masa», lo que llevó a los estudiosos del derecho internacional a reconocer que la obra de Lemkin proporcionaba un marco conceptual para comprender los crímenes nazis.
Un titular de The New York Times de 1946 declaraba: «Genocidio es el nuevo nombre del crimen imputado a los líderes nazis». Aunque la palabra «genocidio» se utilizó en las acusaciones de los juicios de Núremberg a partir de 1945, en un principio se empleó como término descriptivo y no como término jurídico formal. Los juicios polacos por genocidio de Arturo Greiser y Amón Leopold Göth en 1946 fueron los primeros que incluyeron sentencias en las que se utilizó jurídicamente el término propiamente dicho.

## Actos prohibidos
La Convención sobre el genocidio establece cinco actos prohibidos que, cuando se cometen con la intención requerida, constituyen genocidio. No sólo se define como tal la matanza a gran escala, visible y bien documentada. El derecho internacional reconoce una amplia gama de formas de violencia en las que se puede cometer el delito de genocidio.

### Matanza de miembros del grupo‧artículo IIa)
Si bien las matanzas en masa no son un requisito previo para el genocidio, han sido estado presentes en casi todos los casos reconocidos. En algunos casos, los hombres y los adolescentes son el objetivo específico del asesinato en las primeras etapas. Este patrón se observó en el genocidio de los yazidíes por el Dáesh, el genocidio de los armenios por los turcos otomanos y los ataques de las fuerzas de seguridad birmanas contra los rohinyás. Por lo general, los hombres y los niños son objeto de matanzas «rápidas», por ejemplo, a tiros. Las mujeres y las niñas suelen sufrir muertes más lentas, por apuñalamiento, quemaduras o violencia sexual.
En la jurisprudencia del Tribunal Penal Internacional para Ruanda (TPIR), como también en la de otros tribunales, se reconoce que tanto las ejecuciones iniciales como las muertes que siguen rápidamente a otros actos de violencia extrema, como la tortura o la violación, están incluidas en esta disposición. Existe un debate abierto sobre si las muertes indirectas o a consecuencia de los actos de violencia iniciales también pueden abordarse en virtud de esta disposición de la Convención sobre el genocidio. Los juristas han postulado, por ejemplo, que las muertes resultantes de otros actos genocidas, como causar lesiones corporales o mentales graves o infligir deliberadamente condiciones de vida calculadas para provocar la destrucción física, deben considerarse matanzas genocidas.

### Lesión grave a la integridad física o mental de los miembros del grupo‧artículo IIb)
Esta disposición puede abarcar una amplia gama de actos genocidas no letales. El TPIR y el Tribunal Penal Internacional para la antigua Yugoslavia (TPIY) han sostenido que la violación y la violencia sexual pueden constituir el segundo acto prohibido del genocidio al causar tanto daño físico como mental. En su fallo histórico del caso Fiscal c. Akayesu, el TPIR determinó que las violaciones y la violencia sexual resultaron en la «destrucción física y psicológica».
La violencia sexual es una característica distintiva de la violencia genocida; la mayoría de las campañas genocidas la aprueban explícita o implícitamente. Se estima que entre 250 000 y 500 000 mujeres fueron violadas en los tres meses que duró el genocidio de Ruanda, muchas de las cuales fueron sometidas a violaciones múltiples o en grupo. En Darfur se llevó a cabo una campaña sistémica de violaciones y a menudo mutilaciones sexuales, y en Birmania se infligieron violaciones masivas y en grupo a los rohinyás por parte de las fuerzas de seguridad birmanas. La esclavitud sexual fue documentada en el genocidio armenio de los turcos otomanos y en el genocidio de los yazidíes por el Dáesh.
La tortura y otros tratos o penas crueles, inhumanos o degradantes, cuando se cometen con la intención requerida, también constituyen genocidio al causar un grave daño físico o mental a los miembros del grupo. El TPIY determinó que tanto experimentar una ejecución fallida como presenciar el asesinato de los miembros de la propia familia pueden constituir tortura. La Comisión de Investigación siria (COI) también concluyó que la esclavitud, la separación de los hijos para su adoctrinamiento o esclavitud sexual y los actos de violencia física y sexual también alcanzan el nivel de tortura. Aunque fue objeto de cierto debate, el TPIY y, posteriormente, la COI siria sostuvieron que, en algunas circunstancias, la deportación y el traslado forzoso también pueden causar lesiones graves a la integridad física o mental.

### Sometimiento intencional del grupo a condiciones de existencia que hayan de acarrear su destrucción física‧artículo IIc)

Como parte del genocidio de los nativos americanos, el Gobierno federal de EE. UU. promovió la caza del bisonte por varias razones, entre ellas como forma de destruir los medios de supervivencia de los indios de las llanuras para presionarlos a permanecer en las reservas indias

El tercer acto prohibido —en virtud del inciso c)— se distingue del acto genocida de matar porque las muertes no son inmediatas (o incluso pueden no llegar a producirse), sino que crean circunstancias que no permiten la prolongación de la vida. Dado el tiempo extendido antes de la destrucción efectiva, el TPIR sostuvo que los tribunales deben tomar en cuenta la duración de las condiciones impuestas como un componente del acto.
En el siglo XIX, el Gobierno federal de Estados Unidos apoyó el exterminio de los bisontes, de los que los nativos americanos de las Grandes Llanuras dependían como fuente de alimento. Esto se hizo por varias razones, principalmente para presionarlos a trasladarse a las reservas en tiempos de conflicto. Algunos expertos describen esto como un ejemplo de genocidio que implica la eliminación de los medios de supervivencia.
El TPIR proporcionó orientación sobre lo que constituye una violación del tercer acto. En el caso Akayesu, identificó como genocidio «someter a un grupo de personas a una dieta de subsistencia, la expulsión sistemática de sus hogares y la reducción de los servicios médicos esenciales por debajo de los requisitos mínimos». En los casos Kayishema y Ruzindana, amplió la lista para incluir: «falta de vivienda, vestido, higiene y atención médica adecuados o trabajo o esfuerzo físico excesivos» entre las condiciones. También señaló que, además de la privación de los recursos necesarios, la violación también incluirse dentro de este acto prohibido.
En agosto de 2023, el fiscal jefe fundador del Tribunal Penal Internacional (TPI), Luis Moreno Ocampo, publicó un informe en el que presentaba pruebas de que Azerbaiyán estaba cometiendo genocidio contra la etnia armenia de Artsaj (en la región del Alto Karabaj) en virtud del artículo II c) de la Convención sobre el genocidio al someter su tierra histórica a un bloqueo total, cortando todo acceso a alimentos, suministros médicos, electricidad, gas, internet y deteniendo todo movimiento de personas hacia y desde Armenia.

### Medidas destinadas a impedir los nacimientos en el seno del grupo‧artículo IId)
El cuarto inciso prohíbe actos que tienen como objetivo impedir que el grupo protegido se reproduzca. Incluye actos que afectan a la reproducción y a las relaciones íntimas, como la esterilización forzosa o involuntaria, el aborto forzoso, la prohibición del matrimonio y la separación a largo plazo de hombres y mujeres con la intención de impedir la procreación. Se ha determinado que la violación sexual infringe este inciso en dos aspectos: cuando la violación se comete con la intención de embarazar a una mujer y, de esa manera, obligarla a gestar un hijo de otro grupo (en sociedades donde la identidad del grupo se determina por la identidad patrilineal) y cuando la persona violada se niega posteriormente a procrear como consecuencia del trauma. Por lo tanto, puede tener en cuenta tanto las medidas físicas como mentales impuestas por los perpetradores.

### Traslado por fuerza de niños del grupo a otro grupo‧artículo IIe)
El último acto prohibido es el único que no conduce a la destrucción física o biológica, sino a la destrucción del grupo como unidad cultural y social. Ocurre cuando se trasladan niños del grupo protegido al perpetrador. A los niños se les suele cambiar el nombre por uno típico del grupo perpetrador, se les convierte en su religión y se les emplea como trabajadores o soldados. A las niñas transferidas generalmente, en cambio, no se asimilan al grupo perpetrador, sino que se las trata como propiedad, como ocurrió en los genocidios yazidí y armenio.

## Crimen
Antes de que el genocidio se convirtiera en un delito contra la legislación nacional, se consideraba un derecho soberano. Cuando Lemkin preguntó por una forma de castigar a los autores del genocidio armenio, un profesor de derecho le dijo: «Piensa en el caso de un granjero con un gallinero. Si mata a sus gallinas, es asunto suyo. Si interfiere, estás inmiscuyéndote en sus asuntos». Todavía en 1959, muchos líderes mundiales «creían que los Estados tenían derecho a cometer genocidio contra personas dentro de sus fronteras», según el politólogo Douglas Irvin-Erickson.

### Derecho internacional
Tras el Holocausto, perpetrado por la Alemania nazi durante la Segunda Guerra Mundial, Lemkin hizo campaña con éxito a favor de la aceptación universal de leyes internacionales que definieran y prohibieran los genocidios. En 1946, la primera sesión de la Asamblea General de las Naciones Unidas adoptó una resolución que afirmaba que el genocidio era un crimen internacional y enumeraba ejemplos (pero no proporcionaba una definición jurídica completa del delito).

El genocidio es una negación del derecho de existencia a grupos humanos enteros, de la misma manera que el homicidio es la negación a un individuo humano del derecho a vivir; tal negación del derecho a la existencia conmueve la conciencia humana, causa una gran pérdida a la humanidad en el aspecto cultural y otras contribuciones representadas por estos grupos humanos, y es contraria a la ley moral y al espíritu y objetivos de las Naciones Unidas.
Naciones Unidas: Resolución 96(I), 11 de diciembre de 1946.

En 1948, la Asamblea General de las Naciones Unidas adoptó la Convención para la Prevención y la Sanción del Delito de Genocidio, que lo definió por primera vez el 9 de diciembre de ese año y entró en vigor el 12 de enero de 1951, en virtud de la Resolución 260(III). Contiene una definición de genocidio reconocida internacionalmente que se ha incorporado a la legislación penal de muchos países y que también fue adoptada por el Estatuto de Roma, por el que se creó el Tribunal Penal Internacional (TPI). El artículo II de la Convención define el genocidio como:
... cualquiera de los actos mencionados a continuación, perpetrados con la intención de destruir, total o parcialmente, a un grupo nacional, étnico, racial o religioso, como tal:
a) Matanza de miembros del grupo.
b) Lesión grave a la integridad física o mental de los miembros del grupo.
c) Sometimiento intencional del grupo a condiciones de existencia que hayan de acarrear su destrucción física, total o parcial.
d) Medidas destinadas a impedir los nacimientos en el seno del grupo.

e) Traslado por fuerza de niños del grupo a otro grupo.
El borrador inicial de la Convención incluía los asesinatos por motivos políticos, pero estas disposiciones se eliminaron tras las objeciones de varios países en un compromiso político y diplomático promovido originalmente por el Congreso Judío Mundial y apoyado por Raphael Lemkin. Algunos estudiosos destacan popularmente en la literatura el papel de la Unión Soviética, miembro permanente del Consejo de Seguridad de las Naciones Unidas, en esa decisión.
Los soviéticos argumentaron que la definición de genocidio debía ceñirse a la etimología del término. José Stalin, en especial, pudo haber temido un mayor escrutinio internacional de los asesinatos políticos del país, como la Gran Purga. A medida que se acercaba la votación de la resolución, Lemkin aseguró a la delegación soviética que no había ninguna conspiración contra ellos. En consecuencia, ningún miembro del bloque soviético se opuso a la resolución, que fue aprobada por unanimidad en diciembre de 1946. Otras naciones, entre ellas Estados Unidos, temían que la inclusión de los grupos políticos en la definición invitara a la intervención internacional en asuntos internos.
En 1951, Lemkin afirmaba que la Unión Soviética era el único Estado que podía ser acusado de genocidio. La postura de Lemkin cambió, inclinándose hacia el anticomunismo con el inicio de la Guerra Fría, en un esfuerzo por convencer a Estados Unidos —su país adoptivo— de ratificar la Convención sobre el genocidio. Su concepto de genocidio, esbozado en El dominio del Eje en la Europa ocupada, incluía las deportaciones estalinistas como genocidio y difería en muchos aspectos de la Convención adoptada. Desde el punto de vista actual, la amplia definición de Lemkin englobaría cualquier violación flagrante de los derechos humanos como genocidio, y muchos sucesos considerados genocidas por Lemkin no llegaban a serlo.

### Intención
Actos genocidas como el asesinato, el traslado forzoso de niños y la esterilización forzosa son crímenes en sí mismos. Lo que hace que esos crímenes sean genocidio es que se cometen con lo que se ha denominado «intención especial» (dolus specialis; cf. el dolo directo de primer grado). La intención especial, en la terminología del genocidio, es similar al concepto de intención específica (specific intent) del derecho anglosajón. Antonio Cassese lo describió como «una intención criminal agravada que debe existir además de la intención criminal que acompaña al delito subyacente». El artículo II de la Convención sobre el genocidio define el propósito de cometer los actos: «destruir, total o parcialmente, a un grupo nacional, étnico, racial o religioso, como tal». La intención específica es un factor esencial que distingue el genocidio de otros crímenes internacionales, como los crímenes de guerra o los crímenes de lesa humanidad.

#### Intención de destruir
En 2007, el Tribunal Europeo de Derechos Humanos (TEDH) señaló en su sentencia sobre el caso Jorgic contra Alemania que, en 1992, la mayoría de los juristas adoptaron el punto de vista restrictivo de que la «intención de destruir» en la Convención sobre el genocidio significaba la intención de destrucción física-biológica del grupo protegido, y que ésta seguía siendo la opinión mayoritaria. Sin embargo, el TEDH también señaló que una minoría adoptaba una opinión más amplia y no consideraba necesaria la destrucción física y biológica, ya que la intención de destruir un grupo nacional, racial, religioso o étnico como unidad social bastaba para calificar el delito de genocidio.
En la misma sentencia, el TEDH revisó las sentencias de varios tribunales internacionales y nacionales. Señaló que el Tribunal Penal Internacional para la antigua Yugoslavia (TPIY) y el Tribunal Internacional de Justicia (TIJ) habían estado de acuerdo con la interpretación restrictiva (que la destrucción biológica-física era necesaria para que un acto pudiera calificarse de genocidio). El TEDH también señaló que, en el momento de su sentencia, aparte de los tribunales de Alemania, se habían producido pocos casos de genocidio en virtud de las leyes nacionales de otros Estados de la Convención. En el caso Onesphore Rwabukombe, el Tribunal Federal de Justicia alemán se adhirió a su sentencia anterior y no siguió la interpretación restrictiva del TPIY y la TIJ.

#### Total o parcialmente
La expresión «total o parcialmente» ha sido objeto de mucha discusión por parte de los estudiosos del derecho internacional humanitario. En el informe Ruhashyankiko de las Naciones Unidas, se argumentó en su día que el asesinato de un solo individuo podía constituir genocidio si se demostraba la intención de destruir a un grupo más amplio en dicho asesinato, aunque desde entonces las sentencias judiciales oficiales no han adoptado dicho argumento.
El Tribunal Penal Internacional para la antigua Yugoslavia dictaminó en el caso Fiscal c. Radislav Krstic, en sala de primera instancia, que se había cometido genocidio. En la sentencia de apelación del mismo caso, los magistrados, en los párrafos 8, 9, 10 y 11 abordaron la cuestión de parcialmente y determinaron que «la parte debe ser una parte sustancial de ese grupo. El objetivo de la Convención sobre el genocidio es prevenir la destrucción intencional de grupos humanos enteros, y la parte objeto de ataque debe ser lo suficientemente significativa como para tener un impacto en el grupo en su totalidad». La Sala de Apelaciones entra en detalles de otros casos y de las opiniones de respetados comentaristas de la Convención sobre el genocidio para explicar cómo llegaron a esta conclusión.
Los jueces prosiguen en el apartado 12: «La determinación de cuándo la parte afectada es lo suficientemente sustancial como para cumplir este requisito puede involucrar diversos factores. El tamaño numérico de la parte afectada del grupo es el punto de partida necesario e importante, aunque no en todos los casos el punto final de la investigación. El número de individuos objetivo debe evaluarse no sólo en términos absolutos, sino también en relación con el tamaño total del grupo. Además del tamaño numérico de la parte afectada, su relevancia dentro del grupo puede ser un factor a considerar. Si una parte específica del grupo es emblemática del grupo en su conjunto o es esencial para su supervivencia, ello puede respaldar la conclusión de que dicha parte es sustancial en el sentido del artículo 4 [del Estatuto del Tribunal]».
En el párrafo 13, los jueces plantean la cuestión del alcance de los perpetradores sobre las víctimas: «Los ejemplos históricos de genocidio también sugieren que debe considerarse la zona de actividad y control de los autores, así como el posible alcance de su acción. [...] La intención de destruir formada por un autor de genocidio siempre estará limitada por la oportunidad que se le presente. Si bien este factor por sí solo no determinará si el grupo objetivo es sustancial, puede, en combinación con otros factores, aportar información al análisis».

#### Un grupo nacional, étnico, racial o religioso
Los redactores de la Convención sobre el genocidio decidieron no incluir a los grupos políticos o sociales entre los grupos protegidos. En su lugar, optaron por centrarse en identidades «estables», es decir, atributos que históricamente se entiende que se tienen al nacer y que no pueden o no es probable que cambien con el tiempo. No obstante, esta definición entra en conflicto con las concepciones modernas de la raza como construcción social y no como hecho innato, así como con la práctica de cambiar de religión, etc.
Los tribunales penales internacionales suelen aplicar una combinación de indicadores objetivos y subjetivos para determinar si una población atacada es o no un grupo distinto. Las diferencias de idioma, aspecto físico, religión y prácticas culturales son criterios objetivos que pueden demostrar que los grupos son distintos. Sin embargo, en circunstancias como las del genocidio de Ruanda, los hutus y los tutsis eran a menudo físicamente indistinguibles.
En una situación de este tipo, en la que no está clara una respuesta definitiva basada en indicadores objetivos, los tribunales han recurrido a la norma subjetiva de que «si una víctima era percibida por el perpetrador como perteneciente a un grupo protegido, la víctima podría ser considerada por la Sala como miembro de dicho grupo». La estigmatización del grupo por parte de los perpetradores a través de medidas legales, como la privación de la ciudadanía, el requisito de que el grupo se identifique o su aislamiento del resto, podría demostrar que los perpetradores consideraban a las víctimas como un grupo protegido.

### Regulación nacional del genocidio
Desde el punto de vista nacional, cada Estado deberá trasponer la tipificación del delito a su propio ordenamiento penal y establecer las penas a aplicar para cada uno de los comportamientos sancionados, de forma que los tribunales nacionales puedan castigar adecuadamente y conforme al principio de legalidad los comportamientos que se ajusten a la tipificación internacional del delito. Nada impide que, en esa trasposición al derecho interno, un Estado amplíe la definición convencional, sea para ampliar el listado de comportamientos sancionables, sea para ampliar el número de grupos que pueden ser víctimas del delito.

#### España
De esta manera, España modificó el artículo 607 de su Código Penal para incluir también a los grupos determinados «por la discapacidad de sus integrantes» entre quienes pueden ser víctimas de genocidio. Los delitos de lesa humanidad están recogidos a continuación en el artículo 607 bis del Código Penal español.

#### Francia
Más lejos ha ido Francia al ampliar la tipificación en el artículo 211 de su Código Penal, pues ha añadido una cláusula de cierre que incluye a cualquier otro «grupo determinado a partir de cualquier otro criterio arbitrario».

## Casos de genocidio

### Listado de genocidios por número de muertos
| Lista de genocidios                                                              | Lista de genocidios                                                                                          | Lista de genocidios | Lista de genocidios | Lista de genocidios                                                    | Lista de genocidios                                                           | Lista de genocidios |
| Instancia de genocidio                                                           | Ubicación | Fecha de inicio     | Fecha final         | Estimación del número de muertos más bajo (excluyendo el negacionismo) | El mayor estimado de muertes                                                  | Otras estadísticas |
| -------------------------------------------------------------------------------- | --- | ------------------- | ------------------- | ---------------------------------------------------------------------- | ----------------------------------------------------------------------------- | --- |
| Invasiones mongolas                                                              | Asia central, Asia oriental, Asia septentrional, Asia suroccidental, Europa oriental y el Báltico            | 1206                | 1324                | 11 000                                                                 | 40 000                                                                        | Del 2,5 % al 9 % de la población humana fue asesinada por los mongoles en el siglo XIII. (No incluye a los muertos en la epidemia de peste bubónica). |
| Genocidio de hindúes durante las conquistas musulmanas en el subcontinente indio | subcontinente indio                                                                                          | 711                 | 1862                | en medio: 6 000 000 y 26 000                                           | 400 000                                                                       | La gran mayoría de las víctimas eran hindúes. Budistas, sijs y jainistas también fueron víctimas. |
| Conquistas de Tamerlán                                                           | Asia Central                                                                                                 | 1370                | 1405                | 7 000                                                                  | 20 000                                                                        | Supone las muertes del 5 % de la población mundial en el momento |
| Holocausto (Víctimas del Holocausto)                                             | Europa | 1941                | 1945                | 6 000 000 de judíos                                                    | en medio: 15 000 000 y 20 000 000 Judíos y otras                              | Alrededor de 2/3 de la población judía de Europa fue asesinada en la Shoah. |
| Genocidios de naciones indígenas americanas                                      | Continente Americano                                                                                         | 1492                | 1900                | en medio: 2 000 y 15 000                                               | 100 000                                                                       | En general, del 90 % al 95 % de la población. |
| Genocidio de Oromo y otros Etíopes del sur                                       | Partes del día moderno del sur de Etiopía                                                                    | 1880                | 1901                | 5 000                                                                  | 6 000                                                                         | La mitad de la población de Oromo pereció. Una hambruna natural que causó 4 millones de muertes coincidió con el genocidio. |
| Plan Hambre                                                                      | Europa | 1941                | 1945                | 4 100 000                                                              | 4 200 000                                                                     | |
| Genocidio congoleño (1885-1908)                                                  | Estado Libre del Congo, Imperio colonial belga                                                               | 1885                | 1908                | 3 000                                                                  | 15 000                                                                        | Del 20 % al 50 % de la población del Congo murió en el genocidio. |
| Segunda guerra civil sudanesa                                                    | Nilo Azul, Montes Nuba y Sudán del Sur                                                                       | 1983                | 2005                | 1 900 000                                                              | 2 500 000                                                                     | El 38 % de la población de las montañas Nuba pereció. |
| Maltrato alemán a los prisioneros de guerra soviéticos                           | Europa | 1941                | 1945                | 3 300 000                                                              | 3 500 000                                                                     | Se calcula que, al menos, 3,3 millones de prisioneros de guerra soviéticos murieron bajo custodia nazi, de un total de 5,7 millones. Esta cifra es el 57 % de todos los prisioneros de guerra soviéticos y puede contrastarse con los 8,300 muertos del total de 231,000 prisioneros agloestadounidenses capturados por los nazis, cifra que apenas representa un 3.6 %. |
| Genocidio polaco por la Alemania nazi                                            | Segunda República Polaca                                                                                     | 1939                | 1945                | 1 800 000                                                              | 3 000                                                                         | |
| Holodomor (r)                                                                    | República Socialista Soviética de Ucrania, Kubán, Ucrania Amarilla, Ucrania Gris y otras regiones de la URSS | 1932                | 1933                | 1 500 000                                                              | 10 000                                                                        | La autoidentificación de la población ucraniana de Kubán se redujo del 62 % en 1926 al 15 % en 1939 |
| Genocidio camboyano                                                              | Camboya | 1975                | 1979                | 1 500 000                                                              | 3 000                                                                         | 20 % a 25 % de la población de Camboya fue asesinada en el genocidio |
| Hambruna kazaja de 1932-1933                                                     | República Socialista Soviética de Kazajistán                                                                 | 1929                | 1932                | 1 500 000                                                              | 2 300 000                                                                     | 1.5 millones (posiblemente hasta 2.0–2.3 millones) de personas en la República Socialista Soviética de Kazajistán, de los cuales 1.3 millones pertenecían a la etnia kazaja; 38 % de los fallecidos, siendo el porcentaje más alto que cualquier otro grupo étnico que pereció durante las hambrunas soviéticas de 1932-1933. |
| Mfecane                                                                          | África austral                                                                                               | 1815                | 1840                | 1 000                                                                  | 2 000                                                                         | |
| Deportaciones de pueblos en la Unión Soviética                                   | Unión Soviética                                                                                              | 1920s               | 1952                | 790 000                                                                | 5 377 871                                                                     | |
| Sitio de Leningrado                                                              | Unión Soviética                                                                                              | 1941                | 1944                | 642 000                                                                | 1 000                                                                         | La cifra oficial de muertes que se dio en los Juicios de Núremberg fue de 642 000 civiles, la mayoría de frío y hambre. Otras fuentes, como la Encilopedia Militar Rusa aumentan la cifra, al incluir la evacuación, a más de un millón de civiles. |
| Genocidio armenio                                                                | Imperio otomano                                                                                              | 1915                | 1923                | 600 000                                                                | 2 000                                                                         | El 50 % de la población armenia del Imperio Otomano murió en el genocidio. |
| Rebelión de Bar Kojba                                                            | Judea | 132                 | 135                 | 580 000                                                                | 580 000 «muchos más» judíos muertos como resultado del hambre y la enfermedad | |
| Conquista francesa de Argelia                                                    | Argelia | 1830                | 1871                | 538 000                                                                | 825 000                                                                       | El 10 % a 1/3 de la población de Argelia murió durante el período |
| Genocidio en la Isla de La Española bajo el Imperio Español                      | Isla de La Española (Haití y República Dominicana)                                                           | 1492                | 1513                | en medio: 268 000 y 968 000                                            | 8 000                                                                         | 95 % de la población |
| Guerra civil de Nigeria                                                          | Biafra, Nigeria                                                                                              | 1967                | 1970                | 500 000                                                                | 3 000                                                                         | |
| Genocidio de Ruanda                                                              | Ruanda | 1994                | 1994                | 500 000                                                                | 1 000                                                                         | Eliminó al 75 % de los tutsis, estimándose no menos de 800 000 personas asesinadas. |
| Genocidio griego                                                                 | Imperio otomano                                                                                              | 1913                | 1925                | 500 000                                                                | 900 000                                                                       | |
| Genocidio zúngaro                                                                | Kanato zúngaro (Zungaria, Mongolia occidental, Kazajistán, el norte de Kirguistán, el sur de Siberia)        | 1755                | 1758                | 480 000                                                                | 600 000                                                                       | Algunos historiadores estiman que aproximadamente 80 % de la población zúngara, o entre 500 000 y 800 000 personas, fueron asesinadas o murió por enfermedad durante o después de la conquista Qing durante los años 1755–1757. |
| Expulsión de alemanes tras la Segunda Guerra Mundial                             | Europa | 1944                | 1950                | 473 016                                                                | 2 251 500                                                                     | Migración forzada de entre 12 y 14 millones de nacionales alemanes (Reichsdeutsche) y alemanes étnicos (Volksdeutsche) de los diversos Estados y territorios de Europa. |
| Muhayir (Cáucaso)                                                                | Noreste del Cáucaso, en los actuales Daguestán, Chechenia e Ingusetia                                        | 1864                | 1867                | 400 000                                                                | 1 500 000                                                                     | Otros dos pueblos musulmanes del noroeste del Cáucaso, los karachais y los balkarios, no fueron deportados. De acuerdo con las cifras del propio gobierno ruso de esa época, sobre el 90 % de la población fue afectada por la deportación. |
| Genocidio de Hindúes y otros en Bangladés                                        | Bangladés | 1971                | 1971                | 300 000                                                                | 3 000                                                                         | Aproximadamente el 80 % de las víctimas del genocidio eran hindúes. 200,000 a 400,000 bengalíes fueron violados sistemáticamente también |
| Genocidio hazara                                                                 | Hazarajat | 1888                | 1893                | 300 000                                                                | 2 500 000                                                                     | Más del 60 % de la población de Hazara fue masacrada o desplazada durante la campaña de Abdur Rahman contra ellos. |
| Genocidio asirio                                                                 | Imperio otomano                                                                                              | 1914                | 1923                | 250 000                                                                | 750 000                                                                       | |
| Genocidio Gitano o Porraimos                                                     | Alemania Nazi y Europa ocupada                                                                               | 1937                | 1945                | 220 000                                                                | 500 000                                                                       | Un cuarto de la población romaní en Europa fue asesinada |
| Masacres hamidianas                                                              | Imperio otomano                                                                                              | 1894                | 1896                | 205 000                                                                | 425 000                                                                       | 80 000 a 300 000 armenios muertos asesinados, así como 100 000 griegos y 25 000 asirios. |
| Partición de la India                                                            | India, Pakistán y Bangladés                                                                                  | 1947                | 1948                | 200 000                                                                | 2 000                                                                         | UNHCR estima que 14 millones de Hindús, Sijs y musulmanes fueron desplazados durante la partición: fue la mayor migración en masa en la historia de la humanidad. |
| Conquista de Irlanda por Cromwell                                                | Irlanda | 1649                | 1653                | 200 000                                                                | 618 000                                                                       | Se estima que la larga campaña parlamentaria que Cromwell encabezó resultó en la muerte o el exilio de aproximadamente entre el 15 y el 20 % de la población irlandesa. |
| Tercera guerra púnica                                                            | Cartago, actual Túnez                                                                                        | 149 a. C.           | 146 a. C.           | 150 000                                                                | 450 000                                                                       | |
| Conquista rusa de Siberia                                                        | Siberia | 1580                | 1750                | 150 000                                                                | 240 000?                                                                      | Al menos el 50 % de la población siberiana indígena pereció debido principalmente a enfermedades; Algunas tribus pierden hasta el 80 % de su población. Se estima que solo la población yakuta ha disminuido en un 70 por ciento entre 1642 y 1682 debido a las expediciones de moscovitas. El 90 % de los Kamchadals y la mitad de los Vogules fueron asesinados desde los siglos XVIII al XIX, y el rápido genocidio de la población indígena hizo que se eliminara por completo a grupos étnicos enteros, con unos 12 grupos exterminados que Nikolai Iadrintsev podría nombrar como 1882. Gran parte de la matanza fue provocada por el comercio de pieles. |
| Conflicto de Darfur                                                              | Darfur, Sudán                                                                                                | 2003                | Actualidad          | 120 000                                                                | 450 000                                                                       | |
| Operación Bonanza (Genocidio de Baganda)                                         | Uganda | 1981                | 1986                | 100 000                                                                | 500 000                                                                       | |
| Genocidio Papúa Occidental                                                       | Provincia de Papúa Occidental                                                                                | 1963                | Actualidad          | 100 000                                                                | 500 000                                                                       | |
| Genocidio de los Burundi Hutus                                                   | Burundi | 1972                | 1972                | 80 000                                                                 | 210 000                                                                       | |
| Vísperas asiáticas                                                               | Península de Anatolia.                                                                                       | 89 a. C.            | 88 a. C.            | 80 000                                                                 | 150 000                                                                       | |
| Pacificación de Libia                                                            | Libia | 1923                | 1932                | 80 000                                                                 | 125 000                                                                       | 25 % de la población cirenica asesinada |
| Extracción de órganos de practicantes de Falung Gong en China                    | China | 1999                | Actualidad          | 64 000                                                                 | 1 500 000                                                                     | |
| Genocidio en Gaza                                                                | Franja de Gaza (Palestina)                                                                                   | 2023                | Presente            | 61 944 personas, incluidos al menos 18 430 niños                       | 335 500                                                                       | Según las Naciones Unidas, Amnistía Internacional y muchos otros expertos y organizaciones de derechos humanos, Israel ha cometido genocidio contra el pueblo palestino durante su invasión y continuo bombardeo de la Franja de Gaza como parte de la guerra de Gaza. |
| Genocidio de Timor Oriental                                                      | Timor Oriental bajo la ocupación indonesia                                                                   | 1974                | 1981                | 60 000                                                                 | 308 000                                                                       | Diez por ciento a más de un cuarto de la población de Timor se perdió durante e inmediatamente después de la invasión inicial. |
| Masacre de los Latinos                                                           | Constantinopla, Imperio bizantino (actual Estambul)                                                          | 1182, Mayo          | 1182, Mayo          | 60 000                                                                 | 80 000                                                                        | |
| El genocidio de los pigmeos en la República Democrática del Congo                | República Democrática del Congo                                                                              | 2002                | 2003                | 60 000                                                                 | 70 000                                                                        | |
| Masacre de polacos en Volinia                                                    | Volinia | 1943                | 1945                | 50 000                                                                 | 300 000                                                                       | |
| Genocidio de los Isaaq                                                           | República Democrática de Somalia                                                                             | 1987                | 1989                | 50 000                                                                 | 200 000                                                                       | |
| Operación al-Anfal                                                               | Norte de Irak                                                                                                | 1986                | 1989                | 50 000                                                                 | 182 000                                                                       | |
| Genocidio del Putumayo                                                           | Entre los ríos Putumayo y Caquetá.                                                                           | 1879                | 1912                | 42 000                                                                 | 42 000                                                                        | 90 % de las poblaciones amazónicas. |
| Genocidio herero y namaqua                                                       | Namalandia Hererolandia                                                                                      | 1904                | 1908                | 34 000                                                                 | 75 000                                                                        | aproximadamente el 50 % o 70 % del total de la población herero, 50 % del total de la población namaqua |
| Deportación de los tártaros de Crimea                                            | República Socialista Soviética de Uzbekistán y otras repúblicas de la Unión Soviética                        | 1944                | 1946                | 34 000                                                                 | 45 000                                                                        | Entre el 18 y el 27 por ciento de su población total, o alrededor del 46 por ciento, según el Movimiento Nacional de los Tártaros de Crimea. |
| Conquista otomana de Chipre                                                      | Chipre, mar Jónico y mar Egeo                                                                                | 1570                | 1573                | 30 000                                                                 | 50 000                                                                        | |
| Rebelión de Shimabara                                                            | Península de Shimabara e islas Amakusa, Japón                                                                | 1637                | 1638                | 27 000                                                                 | 300 000                                                                       | |
| Genocidio de los Burundi Tutsis                                                  | Burundi | 1993                | 1993                | 25 000                                                                 | 50 000                                                                        | |
| Genocidio guatemalteco                                                           | Guatemala | 1960                | 1966                | 24 900                                                                 | 200 000                                                                       | |
| Cruzada albigense                                                                | Languedoc, Francia                                                                                           | 1209                | 1229                | 20 000                                                                 | 1 000                                                                         | |
| Terror Blanco (Rusia)                                                            | Territorios del antiguo Imperio ruso                                                                         | 1917                | 1919                | 20 000                                                                 | 300 000                                                                       | El Informe Whitaker de la Naciones Unidas utilizó la masacre de 100 000 a 250 000 judíos en más de 2000 pogromos durante el Terror Blanco como ejemplo de genocidio. |
| Guerra del Yaqui                                                                 | Sonora, México                                                                                               | 1902                | 1911                | 20 000                                                                 | 20 000                                                                        | Dos tercios de la población yaqui perecieron a partir de la represión. |
| Rebelión de Jmelnytsky                                                           | Polonia-Lituania                                                                                             | 1648                | 1654                | en medio: 18 000 y 20 000                                              | 100 000                                                                       | La mitad de la población judía de Ucrania fue asesinada en la revuelta. |
| Genocidio en California                                                          | California                                                                                                   | 1846                | 1873                | (9492 - 16 094)                                                        | 120 000                                                                       | Más de 370 masacres fueron cometidas contra los amerindios durante el período. Más del 90 % de las tribus como los Yuki fueron asesinados, y los Yahi fueron eliminados por completo. |
| Persecución Cristiana de Insurgencia islamista en Nigeria                        | Norte de Nigeria                                                                                             | 2002                | Actualidad          | 13 079                                                                 | +62 000                                                                       | |
| Genocidio Kamchatka                                                              | Península de Kamchatka                                                                                       | 1700                | 1750                | 12 000                                                                 | 140 000                                                                       | La población indígena, evaluada en 20 000 al principio del siglo XVIII, había caído a solamente 8000 en el año 1750. |
| Persecución de los judíos durante la primera cruzada                             | Renania | 1096                | 1096                | 12 000                                                                 | 12 000                                                                        | |
| Persecución a los musulmanes en Birmania (2016-Actualidad)                       | Birmania | 2016                | Actualidad          | 2016: 1000 2017- Actualidad: (9000 - 13 700)                           | 2016: +1000 2017- Actualidad: 43 000                                          | |
| Genocidio en Queensland                                                          | Queensland, Australia                                                                                        | 1840                | 1897                | 10 000                                                                 | 65 180                                                                        | |
| Genocidio San y Khoikhoi                                                         | África austral                                                                                               | 1652                | 1800s               | Decenas de miles                                                       | Decenas de miles                                                              | Durante las primeras fases de la colonización europea, decenas de miles de pueblos khoekhoe y san murieron como resultado del genocidio, el asesinato, el maltrato físico y las enfermedades. |
| Masacre de Batavia                                                               | Batavia, Indias Orientales Neerlandesas                                                                      | 1740                | 1740                | 10 000                                                                 | 10 000                                                                        | |
| Genocidio en Bosnia                                                              | Bosnia y Herzegovina                                                                                         | 1992                | 1995                | 8372 (Masacre de Srebrenica)                                           | 32 723 (Guerra de Bosnia)                                                     | El 63 % de la población de Bosniak fue deportada o desplazada (1 270 000 personas) El 3 % de la población de Bosniak murió a causa de la Guerra Civil. |
| Genocidio de Marzo (1918)                                                        | Azerbaiyán, Bakú                                                                                             | 1918                | 1918                | 8000                                                                   | 25 000                                                                        | |
| Descosaquización                                                                 | Antiguo imperio ruso                                                                                         | 1917                | 1933                | menos de 5598                                                          | 1 000 000.                                                                    | |
| Masacre del Perejil                                                              | Frontera Dominico-Haitiana                                                                                   | 1937                | 1937                | 5000                                                                   | 67 000                                                                        | |
| Limpieza étnica de georgianos de Abjasia (Batalla de Sujumi)                     | Abjasia | 1992                | 1998                | 5000                                                                   | 30 000                                                                        | Más de 250 000 personas de etnia georgiana huyen de Abjasia como resultado de violaciones masivas de derechos humanos y limpieza étnica. |
| Gukurahundi                                                                      | Zimbabue | 1983                | 1987                | 3750                                                                   | 30 000                                                                        | |
| Masacre antisij                                                                  | India | 1984                | 1984                | 3350                                                                   | 17 000                                                                        | |
| Masacre de Haití de 1804                                                         | Haití | 1804                | 1804                | 3000                                                                   | 5000                                                                          | Casi todos los criollos blancos fueron asesinados. |
| Masacres de árabes y pueblos del sur de Asia durante la Revolución de Zanzíbar   | Zanzíbar | 1964                | 1964                | en medio: 2000 y 4000                                                  | 20 000                                                                        | |
| Matanza de San Bartolomé                                                         | Reino de Francia                                                                                             | 1572                | 1572                | 2000                                                                   | 100 000                                                                       | |
| Sendero de lágrimas                                                              | Estados Unidos                                                                                               | 1831                | 1877                | 2000                                                                   | 8000                                                                          | Del 11 % al 47 % de la población cherokee pereció en la deportación |
| Masacre de Sinyar                                                                | Sinyar, Irak                                                                                                 | 2014                | 2014                | 2000                                                                   | 7000                                                                          | |
| Genocidio Moriori                                                                | Islas Chatham                                                                                                | 1835                | 1863                | 1561                                                                   | 1899                                                                          | El 95 % de la población de Moriori fue erradicada por la invasión de Taranaki, un grupo de personas Ngāti Mutunga y Ngāti Tama de la tribu Māori. |
| Conquista del Desierto                                                           | La pampa y la Patagonia nororiental, o Puelmapu1                                                             | 1878                | 1884                | 1313                                                                   | 20 000                                                                        | |
| Genocidio selknam                                                                | Isla Grande de Tierra del Fuego, Chile y Argentina                                                           | 1880                | 1910                | 900                                                                    | 3900                                                                          | Finalmente, luego de los enfrentamientos directos, se dio paso a un segundo plan: erradicar a todos los indígenas existentes en la isla para ser enviados a la misión de Dawson. En aquella apartada isla, los indígenas sucumbieron rápidamente frente al avasallador avance de la colonización. |
| Guerra negra                                                                     | Tierra de Van Diemen                                                                                         | 1828                | 1832                | 750                                                                    | 1750                                                                          | En 1876 los auténticos descendientes de los aborígenes de Tasmania se consideron extintos y la mayor parte de su cultura y su idioma perdidos para el mundo. |
| Masacre de Rincón Bomba                                                          | Rincón Bomba, Las Lomitas, provincia de Formosa, Argentina                                                   | 1947                | 1947                | entre 750 y 1000                                                       | 8000                                                                          | fue un ataque y matanza planificada por el Gobierno de Juan Domingo Perón contra el pueblo pilagá indígena. La justicia argentina lo declaró genocidio en 2020 |
| Masacre de Socos                                                                 | Pueblo de Socos, Distrito de Socos, provincia de Huamanga, departamento de Ayacuco, Perú                     | 1983                |                     | 32                                                                     | 50                                                                            | Fueron amnistiados en 1995 por el entonces presidente y genocida Alberto Fujimori. |

### Libros
- Anderton y Brauer Economic = Anderton, Charles H.; Brauer, Jurgen, eds. (2016). Economic aspects of genocides, other mass atrocities, and their prevention [Aspectos económicos de los genocidios, otras atrocidades masivas y su prevención] (en inglés). Oxford University Press. ISBN 978-0-19-937829-6. Consultado el 22 de julio de 2024.
- Bruneteau Siglo = Bruneteau, Bernard (2009) [2004]. El siglo de los genocidios [Le siècle des génocides. Violences, massacres et processus génocidaires de l'Arménie au Rwanda]. Madrid: Alianza Editorial. ISBN 8420648469.
- Gerlach Sociedades = Gerlach, Christian (2010). Sociedades extremadamente violentas: La violencia en masa en el mundo del siglo XX (Juan J. Utrilla Trejo y José A. Guevara Bermúdez, trads.) [2015]. Ciudad de México: Fondo de Cultura Económica. ISBN 978-607-16-3293-7.
- Lang Evil = Lang, Berel (2005).  Roth, John K., ed. The Evil in Genocide [La maldad del genocidio] (en inglés). Londres: Palgrave Macmillan. ISBN 978-1-4039-3548-9. doi:10.1057/9780230554832_1.
- Lemkin Dominio = Lemkin, Raphael (1944). El dominio del Eje en la Europa ocupada: leyes de ocupación, análisis de la administración gubernamental, propuestas de reparaciones [2009] (1.ª edición). Buenos Aires: Prometeo Libros y Universidad Nacional de Tres de Febrero. ISBN 978-987-574-293-2.
- Mann Lado = Mann, Michael (2006):  El lado oscuro de la democracia. Un estudio sobre la limpieza étnica. Universidad de Valencia. Véase la reseña de G. Mayos "La barbarie analizada".
- Reséndez Otra = Reséndez, Andrés (2019). La otra esclavitud, historia oculta del esclavismo indígena. Ciudad de México: Grano de Sal. ISBN 9786079836917.
- Schabas Genocide = Schabas, William A. (2000). Genocide in international law: the crimes of crimes [El genocidio en el derecho internacional: los crímenes de crímenes] (en inglés). Cambridge: Cambridge University Press. ISBN 978-0-521-78262-3.
- Straus Genocide = Straus, Scott (2022).  Graziosi, Andrea; Sysyn, Frank E., eds. Genocide: the power and problems of a concept [Genocidio: poder y problemas de un concepto] (en inglés). McGill-Queen's University Press. ISBN 978-0-2280-0834-7. OCLC on1241245097.
- Tomaszewski Inside = Tomaszewski, Irene (2006). Inside a Gestapo Prison: The Letters of Krystyna Wituska, 1942–1944 [Dentro de una prisión de la Gestapo: Las cartas de Kristina Wituska (1942-1944)] (en inglés). Detroit: Wayne State University Press. ISBN 978-0-8143-3887-2.

### Revistas
- Aizenstad Origen = Aizenstatd, Najman Alexander (2007): «Origen y evolución del concepto de genocidio». Vol. 25. Revista de Derecho de la Universidad Francisco Marroquín 11.
- Hollander [et al.] Perspectives = Hollander, Paul; Rubenstein, Joshua; Szporluk, Roman; Graziosi, Andrea; Hardy, Jeffrey; Ellman, Michael; Rossman, Jeffrey; Naimark, Norman (2012). «Perspectives on Norman Naimark's Stalin's Genocides». Journal of Cold War Studies (en inglés) 14 (3): 149-189. ISSN 1520-3972. doi:10.1162/JCWS_a_00250.
- Huttenbach Editor = Huttenbach, Henry R. (2005). «From the Editor: Lemkin Redux: in quest of a word». Journal of Genocide Research (en inglés) 7 (4): 443-445. ISSN 1462-3528. doi:10.1080/14623520500349837.
- Marco Genocidio = Marco, Jorge (2012): «Genocidio y Genocide Studies: Definiciones y debates» (PDF). Hispania Nova 10 (2).
- Towner Quantifying = Towner, Emil B. (2011). «Quantifying Genocide: What Are We Really Counting (On)?». JAC (en inglés) 31 (3/4): 625-638. ISSN 2162-5190. JSTOR 41709663.

### Boletines
- AGNU Convención = Asamblea General de las Naciones Unidas (1948). «Convención para la prevención y la sanción del delito de genocidio». Serie de Tratados de las Naciones Unidas (1951) 78: 277.

### Sitios web
- OAEPG Legal = Oficina del Asesor Especial sobre la Prevención del Genocidio (2014). «Legal definition of genocide» [Definición legal de «genocidio»] (PDF) (en inglés). Nueva York: Naciones Unidas.
- OPGRP Genocide = Oficina sobre la Prevención del Genocidio y la Responsabilidad de Proteger (2019). «Genocide Background» (en inglés). Nueva York: Naciones Unidas.
- RVoz Genocide = Redacción (2016). «What Is Genocide?» [¿Qué es el genocidio?] (en inglés). Voz de América.